# محمود مدني
محمود مدني هو سياسي هندي، ولد في 3 مارس 1964 في ديوبند في الهند. نشط حزبياً في راشتريا لوك دال.
يشغل منصب رئيس جماعة علماء الهند، وقد كان على قائمة المسلمين الأكثر تأثيرا عام 2011.